# 87-й отдельный стрелковый полк
87-й отдельный стрелковый полк (87 осп, в/ч 34479) — тактическое формирование Сухопутных войск Российской Федерации. На 31 января 2024 года находился в составе 1-го армейского корпуса. До 1 января 2023 года носил номер 119.

## История
Сформирован в 2022 году как 119-й стрелковый полк в ходе мобилизации в самопровозглашённой Донецкой Народной Республике.
После включения подразделений Народной милиции Донецкой Народной Республики в состав Вооружённых сил Российской Федерации полк стал носить номер 87.
87-й отдельный стрелковый полк участвовал в боях за Авдеевку в 2023—2024 гг., наступая на город с юга на участке фронта от посёлка Опытное и до промышленного района на юго-востоке Авдеевки.